# Donacia rufescens
Donacia rufescens är en skalbaggsart som beskrevs av Lacordaire 1845. Donacia rufescens ingår i släktet Donacia och familjen bladbaggar. Inga underarter finns listade i Catalogue of Life.